# Paolo Diana
Paolo Diana (Rimini, 29 agosto 1976) è un pilota automobilistico sammarinese di rally.

## Carriera
Ha iniziato la carriera sportiva nel 2000, gareggiando al Rally Costa Romagnola ed al Rally del Titano.
Dal 2007 al 2020 ha partecipato a tutte le edizioni del Rallylegend.
Nel 2007 ha partecipato per la prima volta al Rallylegend, affiancato da Stefano Diana, su Fiat 131 Racing. L'anno successivo ha partecipato al Rally Bianco Azzurro - Rose'n Bowl, assieme ad Alen Grieco su Renault Clio S1600. In questa gara si è classificato 3º assoluto e 1º di S16. Ha poi gareggiato al Rallylegend su Fiat 131 Racing. Nel 2009 ha partecipato a 7 gare. I risultati migliori li ha ottenuti al Rally Bianco Azzurro - Rose'n Bowl assieme a Davide Tabarini sempre su Fiat 131 Racing classificandosi 28º assoluto 1º di classe. Lo stesso anno ha partecipato al Rallylegend classificandosi 93º e 17º class 2/4. Nel 2010 ha partecipato al Rallylegend, sempre sulla Fiat 131, migliorando il risultato dell'anno prima (82º assoluto e 10. class RS3).
Nel 2011 Paolo Diana ha iniziato ad essere invitato alle varie manifestazioni per gli Show Event
Nel 2011 ha partecipato dunque al Prealpi Master Show, Rallylegend - Legend Stars ed al Solo Posteriori come "show". ha gareggiato inoltre al Rally Bianco Azzurro - Rose'n Bowl assieme ad Andrea Mini su Renault Clio S1600 classificandosi 5º assoluto e 1º di classe.
Nel 2012 ha partecipato al Rally di San Marino assieme ad Andrea Mini su Renault Clio R3 classificandosi 11. IRC, 12. European Rally Cup South, 2. Nazionale Zona 5, 2. class 5. Nello stesso anno è stato invitato per uno show al Star Rally Barum Rally Zlín Historic, in Repubblica Ceka, ha partecipato al Rallylegend - Star ed a varie competizioni nazionali. Nel 2012 ha vinto la Coppa CSAI 2 ruote motrici nel Campionato Italiano Terra.
Nel 2013 ha partecipato nuovamente al Rally di San Marino sempre assieme ad Andrea Mini su Renault Clio R3 ma è stato costretto al ritiro. Con la stessa auto e navigatore si è classificato 1º di classe e 13º assoluto al Rally dell'Adriatico Coppa Aci.  Da evidenziare la partecipazione al Circuito Rally dei Campioni star assieme a Luca Cantamessa su Fiat 131 Racing ed Rallylegend.
Nel 2014 è stato invitato per gli show event al Gran Canaria Historic Rally, al Setkání mistrů in Repubblica Ceka ed al Gr.B Rallyelegenden. Ha partecipato anche al Rallylegend e ad altre gare nazionali.
Nel 2015 - assieme a Lorenzo Ercolani su Fiat 131 Racing - ha conquistato vittoria di classe il 13º posto assoluto al  Sic Day - Rally Event Misano, è tornato all'Austrian Rallye Legends ed ha partecipato al Rallylegend Star.
Nel 2016 ha partecipato a 12 manifestazioni.  Tra queste il Rallylegend - Myth, il Gr.B Rallyelegenden ed il Rally della Sardegna Historic. Assieme Corrado Costa su Peugeot 207 S2000 ha conquistato la vittoria assoluta e di classe al Rally Bianco Azzurro - Rose'n Bowl.
Nel 2017 è stato invitato al Rally Legends in Portogallo ed al Lavanttal Rallye in Austria. Ha poi partecipato al Rallylegend Mith.
Nel 2018 è stato chiamato per lo show event all'Int. MARSO Baranya Kupa az A-HÍD Kupáért in Ungheria ed al Global Assistance Setkání mistrů in Repubblica Ceka. Ha poi partecipato al Rallylegend Mith conquistando il 2º posto di classe.
Nel 2019  ha partecipato al Rally Legends in Portogallo, al Rallye Festival Trasmiera in Spagna, al HELL Miskolc Rallye in Ungheria ed al Rallylegend conquistando il premio "Jump in the Legend" per il salto più lungo.